# Die Autoeintreiber
Die Autoeintreiber ist eine deutsche Scripted Reality-Fernsehsendung, welche von 2010 bis 2014 im Vorabendprogramm des Privatsenders RTL II ausgestrahlt wurde.

## Konzept
In der Sendung werden „Die Autoeintreiber“ dazu beauftragt, Autos die nicht bezahlt werden können, zu ihrem Auftraggeber zurückzubringen. Die Autobesitzer setzen sich dagegen meist zu Wehr, indem sie streiten, betteln, lügen oder andere Dinge tun.

## Produktion und Ausstrahlung
Die Sendung wurde von 2010 bis 2013 produziert und auf RTL 2 ausgestrahlt. Bei der Produktion sind 21 Folgen und 2 Staffeln entstanden. Eine Pilotfolge wurde das erste Mal am 15. August 2010 ausgestrahlt. Die erste offizielle startete am 1. September 2012. Nach mäßigen Einschaltquoten entschloss man sich das Format nicht weiter fortzuführen bzw. zu produzieren.

## Episodenliste

### Staffel 1
| Folge | Erstausstrahlung   |
| 1     | 1. September 2012  |
| 2     | 22. September 2012 |
| 3     | 15. September 2012 |
| 4     | 8. September 2012  |
| 5     | 29. September 2012 |
| 6     | 6. Oktober 2012    |
| 7     | 13. Oktober 2012   |
| 8     | 22. Oktober 2012   |
| 9     | 22. Oktober 2012   |

### Staffel 2
| Folge | Erstausstrahlung |
| 10    | 9. Februar 2014  |
| 11    | 16. Februar 2014 |
| 12    | 23. Februar 2014 |
| 13    | 2. März 2014     |
| 14    | 9. März 2014     |
| 15    | 16. März 2014    |
| 16    | 23. März 2014    |
| 17    | 30. März 2014    |
| 18    | 6. April 2014    |
| 19    | 13. April 2014   |
| 20    | 20. April 2014   |
| 21    | 27. April 2014   |